# Challenger Ciudad de Guayaquil 2023 - Doppio
Il doppio del torneo di tennis professionistico Challenger Ciudad de Guayaquil 2023, facente parte della categoria Challenger 75 nell'ambito dell'ATP Challenger Tour 2023, si è giocato dal 30 ottobre al 5 novembre a Guayaquil, in Ecuador.
Tra le sedici coppie di partecipanti erano assenti Guido Andreozzi e Guillermo Durán, i detentori del titolo.
In finale Arklon Huertas Del Pino e Conner Huertas Del Pino hanno sconfitto Luca Margaroli e Santiago Fa Rodríguez Taverna con il punteggio di 6–3, 6–1.

## Teste di serie
1. Diego Hidalgo /  Cristian Rodríguez (primo turno)
2. Boris Arias /  Federico Zeballos (quarti di finale)

1. Fernando Romboli /  Marcelo Zormann (primo turno)
2. Luca Margaroli /  Santiago Fa Rodríguez Taverna (finale)

## Wildcard
1. Ángel Díaz Jalil /  Álvaro Guillén Meza (semifinale, ritirati)

1. Andrés Andrade /  Ignacio Buse (quarti di finale)

## Alternate
1. Gilbert Klier Júnior /  Pedro Sakamoto (primo turno)

1. Nicolás Mejía /  Rodrigo Pacheco Méndez (primo turno)

## Ranking protetto
1. Paulo André Saraiva dos Santos /  Andrés Urrea (quarti di finale)

## Tabellone

### Legenda
| - Q = Qualificato - WC = Wild card - LL = Lucky loser | - ALT = Alternate - SE = Special Exempt - PR = Protected Ranking | - w/o = Walkover - r = Ritirato - d = Squalificato |

|  | Primo turno | Primo turno                             | Primo turno                             | Primo turno                     | Primo turno |  |  | Quarti di finale | Quarti di finale                      | Quarti di finale                      | Quarti di finale                      | Quarti di finale                      |                                       |     | Semifinali | Semifinali                                      | Semifinali                                      | Semifinali                                   | Semifinali                                   |   |   | Finale | Finale | Finale | Finale | Finale |  |
|  |             |                                         |                                         |                                 |             |  |  |                  |                                       |                                       |                                       |                                       |                                       |     |            |                                                 |                                                 |                                              |                                              |   |   |        |        |        |        |        |  |
|  | 1           | D Hidalgo C Rodríguez                   | 7                                       | 1                               | [8]         |  |  |                  |                                       |                                       |                                       |                                       |                                       |     |            |                                                 |                                                 |                                              |                                              |   |   |        |        |        |        |        |  |
|  |             | L Darderi JB Torres                     | 62                                      | 6                               | [10]        |  |  |                  | L Darderi JB Torres                   | L Darderi JB Torres                   | L Darderi JB Torres                   |                                       |                                       |     |            |                                                 |                                                 |                                              |                                              |   |   |        |        |        |        |        |  |
|  |             | M Pucinelli de Almeida JL Reis da Silva | M Pucinelli de Almeida JL Reis da Silva | 4                               | 2           |  |  | WC               | Á Díaz Jalil Á Guillén Meza           | Á Díaz Jalil Á Guillén Meza           | Á Díaz Jalil Á Guillén Meza           | w/o                                   |                                       |     |            |                                                 |                                                 |                                              |                                              |   |   |        |        |        |        |        |  |
|  | WC          | Á Díaz Jalil Á Guillén Meza             | Á Díaz Jalil Á Guillén Meza             | 6                               | 6           |  |  |                  |                                       |                                       |                                       |                                       |                                       |     | WC         | Á Díaz Jalil Á Guillén Meza                     | Á Díaz Jalil Á Guillén Meza                     | Á Díaz Jalil Á Guillén Meza                  |                                              |   |   |        |        |        |        |        |  |
|  | 3           | F Romboli M Zormann                     | 6                                       | 4                               | [5]         |  |  |                  |                                       |                                       | A Huertas del Pino C Huertas del Pino | A Huertas del Pino C Huertas del Pino | A Huertas del Pino C Huertas del Pino | w/o |            |                                                 |                                                 |                                              |                                              |   |   |        |        |        |        |        |  |
|  |             | A Huertas del Pino C Huertas del Pino   | 2                                       | 6                               | [10]        |  |  |                  | A Huertas del Pino C Huertas del Pino | A Huertas del Pino C Huertas del Pino | 78                                    | 6                                     |                                       |     |            |                                                 |                                                 |                                              |                                              |   |   |        |        |        |        |        |  |
|  | WC          | A Andrade I Buse                        | A Andrade I Buse                        | 6                               | 6           |  |  | WC               | A Andrade I Buse                      | A Andrade I Buse                      | 6                                     | 4                                     |                                       |     |            |                                                 |                                                 |                                              |                                              |   |   |        |        |        |        |        |  |
|  | Alt         | G Klier Júnior P Sakamoto               | G Klier Júnior P Sakamoto               | 4                               | 0           |  |  |                  |                                       |                                       |                                       |                                       |                                       |     |            | Arklon Huertas del Pino Conner Huertas del Pino | Arklon Huertas del Pino Conner Huertas del Pino | 6                                            | 6                                            |   |   |        |        |        |        |        |  |
|  | Alt         | N Mejía R Pacheco Méndez                | 3                                       | 6                               | [2]         |  |  |                  |                                       |                                       |                                       |                                       |                                       |     |            |                                                 | 4                                               | Luca Margaroli Santiago Fa Rodríguez Taverna | Luca Margaroli Santiago Fa Rodríguez Taverna | 3 | 1 |        |        |        |        |        |  |
|  | PR          | PA Saraiva dos Santos A Urrea           | 6                                       | 3                               | [10]        |  |  | PR               | PA Saraiva dos Santos A Urrea         | PA Saraiva dos Santos A Urrea         | 4                                     | 2                                     |                                       |     |            |                                                 |                                                 |                                              |                                              |   |   |        |        |        |        |        |  |
|  |             | H Dellien M Dellien                     | H Dellien M Dellien                     | H Dellien M Dellien             |             |  |  | 4                | L Margaroli S Rodríguez Taverna       | L Margaroli S Rodríguez Taverna       | 6                                     | 6                                     |                                       |     |            |                                                 |                                                 |                                              |                                              |   |   |        |        |        |        |        |  |
|  | 4           | L Margaroli S Rodríguez Taverna         | L Margaroli S Rodríguez Taverna         | L Margaroli S Rodríguez Taverna | w/o         |  |  |                  |                                       |                                       |                                       |                                       |                                       |     | 4          | L Margaroli S Rodríguez Taverna                 | L Margaroli S Rodríguez Taverna                 | 7                                            | 6                                            |   |   |        |        |        |        |        |  |
|  |             | F Agamenone RA Burruchaga               | F Agamenone RA Burruchaga               | 3                               | 4           |  |  |                  |                                       |                                       | M Alves P Boscardin Dias              | M Alves P Boscardin Dias              | 5                                     | 4   |            |                                                 |                                                 |                                              |                                              |   |   |        |        |        |        |        |  |
|  |             | M Alves P Boscardin Dias                | M Alves P Boscardin Dias                | 6                               | 6           |  |  |                  | M Alves P Boscardin Dias              | M Alves P Boscardin Dias              | 7                                     | 6                                     |                                       |     |            |                                                 |                                                 |                                              |                                              |   |   |        |        |        |        |        |  |
|  |             | A Barrena JM Cerúndolo                  | A Barrena JM Cerúndolo                  | 1                               | 3           |  |  | 2                | B Arias F Zeballos                    | B Arias F Zeballos                    | 65                                    | 4                                     |                                       |     |            |                                                 |                                                 |                                              |                                              |   |   |        |        |        |        |        |  |
|  | 2           | B Arias F Zeballos                      | B Arias F Zeballos                      | 6                               | 6           |  |  |                  |                                       |                                       |                                       |                                       |                                       |     |            |                                                 |                                                 |                                              |                                              |   |   |        |        |        |        |        |  |